# Goodnews Bay (Alaska)
Goodnews Bay es una ciudad situada en el área censal de Bethel en el estado estadounidense de Alaska. Según el censo de 2010 tenía una población de 243 habitantes.

## Demografía
Según el censo de 2010, Goodnews Bay tenía una población en la que el 4,5% eran blancos, 0,0% afroamericanos, 94,7% amerindios, 0,0% asiáticos, 0,0% isleños del Pacífico, el 0,0% de otras razas, y el 0,8% pertenecían a dos o más razas. Del total de la población el 0,4% eran hispanos o latinos de cualquier raza.

## Localidades adyacentes
El siguiente diagrama muestra a las localidades más próximas a Goodnews Bay.